# Courchamps, Maine-et-Loire
Courchamps är en kommun i departementet Maine-et-Loire i regionen Pays de la Loire i nordvästra Frankrike. Kommunen ligger i kantonen Montreuil-Bellay som tillhör arrondissementet Saumur. År 2022 hade Courchamps 530 invånare.

## Befolkningsutveckling
Antalet invånare i kommunen Courchamps
| Referens: INSEE |